# Língua crioula de Maria Galante
A língua crioula de Maria Galante é a variedade do crioulo antilhano falada na ilha de Maria Galante. É muito semelhante ao crioulo de Guadalupe. A grande maioria de seu vocabulário vem do francês padrão (falado em Paris) e outras línguas de oïl (normando, galo, etc.) do século XVII ao século XIX; no entanto, recebeu muitas contribuições das línguas africanas faladas pelos antigos escravos (congo, bambara, etc.), bem como das línguas ameríndias, do inglês, do português e do  espanhol. Esta língua crioula é falada por cerca de 12 mil pessoas, em Maria Galante.
É muito semelhante às línguas crioulas de Guadalupe, das Ilhas dos Santos, da Martinica, da Guiana Francesa e do Haiti, bem como aos crioulos falados nas antigas ilhas francófonas (Dominica e Santa Lúcia). Às vezes, o crioulo de Maria Galante, o crioulo da Dominica, o crioulo da Martinica, o crioulo de Guadalupe, o crioulo das Ilhas dos Santos, o crioulo de São Bartolomeu, o crioulo francês de Granada e o crioulo de Santa Lúcia são considerados uma única língua - o crioulo antilhano.